# نتائج منتخب السعودية لكرة القدم 2008
فيما يلي موجز لنتائج منتخب السعودية لكرة القدم لعام 2008.

## المنتخب الأول لكرة القدم

### المباريات الودية
| مباراة ودية 30 يناير 2008 | السعودية                                    | 2–1   | لوكسمبورغ                 | الرياض, السعودية                                                                                          |
| 20:00 (ت ع م+03:00)       | * عبده عطيف 48' (ركلة.) - ياسر القحطاني 68' | تقرير | * رينيه بيترز 88' (ركلة.) | الملعب: ملعب الملك فهد الدولي الحضور: 2,000 الحكم: Mamdouh Al-Mirdasi (الاتحاد العربي السعودي لكرة القدم) |

| مباراة ودية 24 مايو 2008 | السعودية         | 1–0   | سوريا | الدمام, السعودية                                                                   |
| 20:45 (ت ع م+03:00)      | أسامة المولد 17' | تقرير |       | الملعب: ملعب الأمير محمد بن فهد الحكم: Naser Al Enezi (الاتحاد الكويتي لكرة القدم) |

| مباراة ودية 27 مايو 2008 | السعودية           | 2–1   | الكويت       | الدمام, السعودية                                                                              |
| 20:45 (ت ع م+03:00)      | مالك معاذ 50'، 64' | تقرير | أحمد عجب 55' | الملعب: ملعب الأمير محمد بن فهد الحكم: Khalifa Al-Dossari (الاتحاد العربي السعودي لكرة القدم) |

| مباراة ودية 20 أغسطس 2008 | باراغواي             | 1–1   | السعودية      | نيون (مدينة), سويسرا |
| 16:00 (ت ع م+02:00)       | كريستيان ريفيروس 10' | تقرير | Al-Sultan 77' | الملعب: ملعب كولوفري |

| مباراة ودية 30 أغسطس 2008 | السعودية                      | 2–1   | قطر              | الرياض, السعودية                                                                     |
| 22:00 (ت ع م+03:00)       | عبده عطيف 43' · Al-Sultan 73' | تقرير | إبراهيم ماجد 67' | الملعب: ملعب الملك فهد الدولي الحكم: Jasim Abdul Karim (الاتحاد البحريني لكرة القدم) |

| مباراة ودية 8 نوفمبر 2008 | السعودية       | 1–0   | تايلاند | الرياض, السعودية                                                                 |
| 19:30 (ت ع م+03:00)       | نايف هزازي 65' | تقرير |         | الملعب: ملعب الملك فهد الدولي الحكم: نواف شكر الله (الاتحاد البحريني لكرة القدم) |

| مباراة ودية 12 نوفمبر 2008 | السعودية                                                  | 4–0   | البحرين | الرياض, السعودية                                                                                    |
| 19:45 (ت ع م+03:00)        | Al-Sultan 25' · نايف هزازي 29'، 57' · رضا تكر 90' (ركلة.) | تقرير |         | الملعب: ملعب الملك فهد الدولي الحكم: Mohammed Al Saeedi (اتحاد الإمارات العربية المتحدة لكرة القدم) |

| مباراة ودية 23 ديسمبر 2008 | البحرين        | 1–0   | السعودية | الرفاع, البحرين             |
| 18:00 (ت ع م+03:00)        | حسين سلمان 50' | تقرير |          | الملعب: ستاد البحرين الوطني |

| مباراة ودية 27 ديسمبر 2008 | السعودية         | 1–1   | سوريا        | الدمام, السعودية                |
| 17:30 (ت ع م+03:00)        | أسامة هوساوي 22' | تقرير | رجا رافع 50' | الملعب: ملعب الأمير محمد بن فهد |

### تصفيات كأس العالم 2010
| تصفيات كأس العالم لكرة القدم 2010 6 فبراير 2008 | السعودية                            | 2–0   | سنغافورة | الرياض, السعودية                                                                                 |
| 20:15 (ت ع م+03:00)                             | * ياسر القحطاني 38' - مالك معاذ 81' | تقرير |          | الملعب: ملعب الملك فهد الدولي الحضور: 10,000 الحكم: محسن بسمة (الاتحاد العربي السوري لكرة القدم) |

| تصفيات كأس العالم لكرة القدم 2010 26 مارس 2008 | أوزبكستان                                                            | 3–0   | السعودية | طشقند, أوزبكستان                                                                                               |
| 16:00 (ت ع م+05:00)                            | * تيمور كابادزه 45+1' - ماكسيم شاتسكيخ 65' - سرفر جباروف 67' (ركلة.) | تقرير |          | الملعب: ملعب الجيش الرياضي الحربي المركزي الحضور: 17,000 الحكم: صبح الدين محمد صالح (اتحاد ماليزيا لكرة القدم) |

| تصفيات كأس العالم لكرة القدم 2010 2 يونيو 2008 | السعودية                                                    | 4–1   | لبنان             | الرياض, السعودية                                                                         |
| 21:00 (ت ع م+03:00)                            | * ياسر القحطاني 45'، 90+1' - أسامة هوساوي 65' - رضا تكر 83' | تقرير | * محمود العلي 43' | الملعب: ملعب الملك فهد الدولي الحضور: 8,000 الحكم: سعد كميل (الاتحاد الكويتي لكرة القدم) |

| تصفيات كأس العالم لكرة القدم 2010 7 يونيو 2008 | لبنان             | 1–2   | السعودية             | الرياض, السعودية                                                                             |
| 18:00 (ت ع م+03:00)                            | * محمد غدار 90+3' | تقرير | * رضا تكر 45+2'، 60' | الملعب: ملعب الملك فهد الدولي الحضور: 2,000 الحكم: Satop Tongkhan (اتحاد تايلاند لكرة القدم) |

| تصفيات كأس العالم لكرة القدم 2010 14 يونيو 2008 | سنغافورة | 0–3 منحت | السعودية                           | سنغافورة                                                                                            |
| 19:30 (ت ع م+08:00)                             |          | تقرير    | * عبده عطيف 37' - أحمد الفريدي 76' | الملعب: الملعب الوطني (سنغافورة) الحضور: 23,000 الحكم: بن ويليامز (حكم) (اتحاد أستراليا لكرة القدم) |

| تصفيات كأس العالم لكرة القدم 2010 22 يونيو 2008 | السعودية                                              | 4–0   | أوزبكستان | الرياض, السعودية                                                                              |
| 21:00 (ت ع م+03:00)                             | * عبده عطيف 5' - مالك معاذ 36'، 88' - سعد الحارثي 56' | تقرير |           | الملعب: ملعب الملك فهد الدولي الحضور: 5,000 الحكم: يويتشي نيشيمورا (اتحاد اليابان لكرة القدم) |

| تصفيات كأس العالم لكرة القدم 2010 6 سبتمبر 2008 | السعودية          | 1–1   | إيران             | الرياض, السعودية                                                                          |
| 22:15 (ت ع م+03:00)                             | * سعد الحارثي 29' | تقرير | * جواد نكونام 81' | الملعب: ملعب الملك فهد الدولي الحضور: 50,000 الحكم: مارك شيلد (اتحاد أستراليا لكرة القدم) |

| تصفيات كأس العالم لكرة القدم 2010 10 سبتمبر 2008 | الإمارات العربية المتحدة | 1–2   | السعودية                           | أبو ظبي, الإمارات العربية المتحدة                                                          |
| 22:15 (ت ع م+04:00)                              | * سبيت خاطر 23'          | تقرير | * عبده عطيف 69' - أحمد الفريدي 73' | الملعب: ستاد محمد بن زايد الحضور: 15,000 الحكم: يويتشي نيشيمورا (اتحاد اليابان لكرة القدم) |

| تصفيات كأس العالم لكرة القدم 2010 19 نوفمبر 2008 | السعودية | 0–2   | كوريا الجنوبية                      | الرياض, السعودية                                                                                     |
| 19:35 (ت ع م+03:00)                              |          | تقرير | * إي غن هو 76' - باك تشو يونغ 90+2' | الملعب: ملعب الملك فهد الدولي الحضور: 60,000 الحكم: عبد الملك عبد البشير (اتحاد سنغافورة لكرة القدم) |